# 刘彦仿
刘彦仿（1924年—），男，山东海阳人，中国病理解剖学家，曾任中国人民解放军第四军医大学教授、博士生导师。